# Candaba
Candaba (Bayan ng Candaba) är en kommun i Filippinerna. Kommunen ligger på ön Luzon, och tillhör provinsen Pampanga. Folkmängden uppgår till 86 066 invånare.

## Bildgalleri

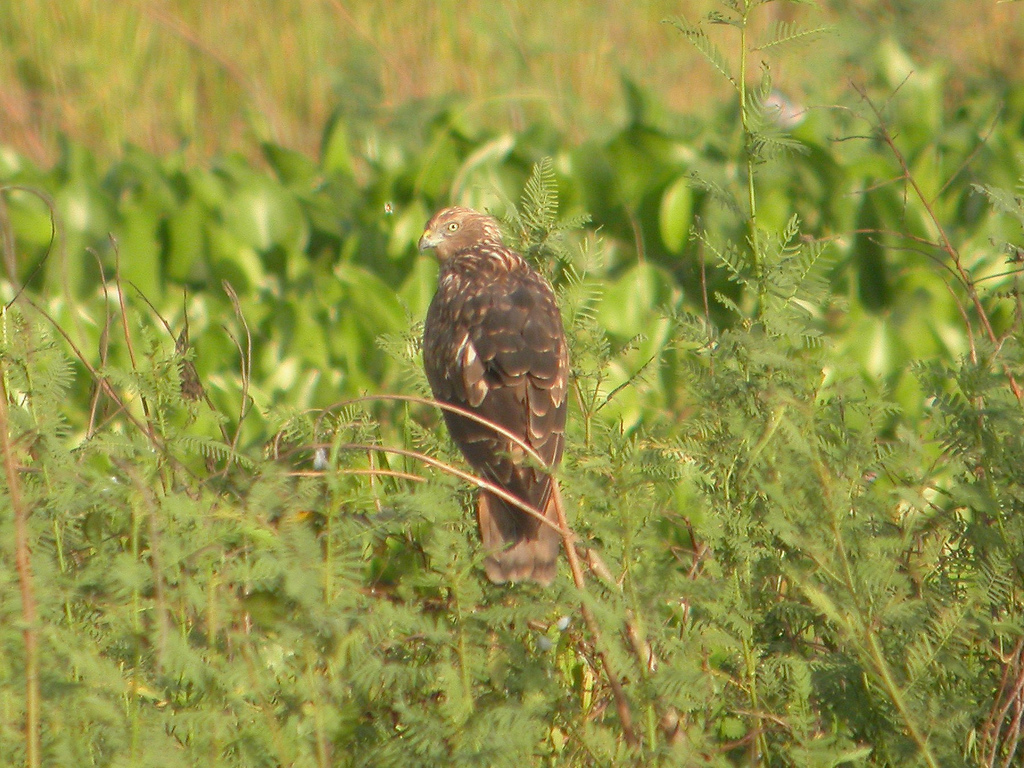

## Barangayer
Candaba är indelat i 33 barangayer.
| - Bahay Pare - Bambang - Barangca - Barit - Buas (Pob.) - Cuayang Bugtong - Dalayap - Dulong Ilog - Gulap - Lanang - Lourdes | - Magumbali - Mandasig - Mandili - Mangga - Mapaniqui - Paligui - Pangclara - Pansinao - Paralaya (Pob.) - Pasig - Pescadores (Pob.) | - Pulong Gubat - Pulong Palazan - Salapungan - San Agustin (Pob.) - Santo Rosario - Tagulod - Talang - Tenejero - Vizal San Pablo - Vizal Santo Cristo - Vizal Santo Niño |